# ATP World Tour Finals 2015
Die ATP World Tour Finals 2015 fanden vom 15. bis zum 22. November 2015 statt. Neben den vier Grand-Slam-Turnieren sind die ATP World Tour Finals der wichtigste Wettbewerb im Herrenprofitennis; sie finden jeweils am Ende der Saison statt. Das Turnier war Teil der ATP World Tour 2015.

## Preisgeld und Punkte
Das Preisgeld betrug 6,5 Millionen US-Dollar.
| Runde                               | Einzel        | Doppel 1    | Punkte |
| ----------------------------------- | ------------- | ----------- | ------ |
| Turniersieger                       | + 1.050.000 $ | + 162.000 $ | +500   |
| Halbfinalsieger                     | + 510.000 $   | + 83.000 $  | +400   |
| Gruppenphase (3 Siege)              | 668.000 $     | 178.000 $   | 600    |
| Gruppenphase (3 Matches, 2 Siege)   | 501.000 $     | 146.000 $   | 400    |
| Gruppenphase (3 Matches, ein Sieg)  | 334.000 $     | 114.000 $   | 200    |
| Gruppenphase (3 Matches, kein Sieg) | 167.000 $     | 82.000 $    | 0      |
| Ersatzspieler (kein Sieg)           | 95.000 $      | 32.000 $    | —      |

## Einzel

### Qualifikation
Es qualifizierten sich die sieben bzw. acht bestplatzierten Spieler der ATP Tour für diesen Wettbewerb. Dazu kamen noch zwei Reservisten. Wenn ein oder zwei Grand-Slam-Turniersieger zwischen Platz 8 und 20 der ATP World Tour abschlossen, erhielten sie den achten Startplatz und den ersten Reservisten-Platz.
| ATP-Race im Einzel | ATP-Race im Einzel | ATP-Race im Einzel | ATP-Race im Einzel | ATP-Race im Einzel  | ATP-Race im Einzel |
| #                  | Spieler            | Punkte             | Turniere           | Qualifikationsdatum | Grand-Slam-Siege   |
| ------------------ | ------------------ | ------------------ | ------------------ | ------------------- | ------------------ |
| 1                  | Novak Đoković      | 15285              | 16                 | 3. Juni 2015        | 3                  |
| 2                  | Andy Murray        | 8470               | 18                 | 14. August 2015     |                    |
| 3                  | Roger Federer      | 7295               | 16                 | 7. September 2015   |                    |
| 4                  | Stan Wawrinka      | 6500               | 21                 | 9. September 2015   | 1                  |
| 5                  | Rafael Nadal       | 4585               | 20                 | 18. Oktober 2015    |                    |
| 6                  | Tomáš Berdych      | 4575               | 21                 | 18. Oktober 2015    |                    |
| 7                  | David Ferrer       | 4305               | 18                 | 31. Oktober 2015    |                    |
| 8                  | Kei Nishikori      | 3990               | 20                 | 31. Oktober 2015    |                    |
| 9                  | Richard Gasquet    | 2850               | 19                 |                     |                    |
| 10                 | Jo-Wilfried Tsonga | 2590               | 17                 |                     |                    |
| 11                 | John Isner         | 2450               | 23                 |                     |                    |
| 12                 | Kevin Anderson     | 2430               | 23                 |                     |                    |
| 13                 | Marin Čilić        | 2395               | 20                 |                     |                    |
| 14                 | Milos Raonic       | 2170               | 19                 |                     |                    |
| 15                 | Gilles Simon       | 2145               | 23                 |                     |                    |

### Gruppe Stan Smith

#### Ergebnisse
| Spieler       | Spieler       | Ergebnis      |
| ------------- | ------------- | ------------- |
| Novak Đoković | Kei Nishikori | 6:1, 6:1      |
| Roger Federer | Tomáš Berdych | 6:4, 6:2      |
| Tomáš Berdych | Kei Nishikori | 5:7, 6:3, 3:6 |
| Novak Đoković | Roger Federer | 5:7, 2:6      |
| Roger Federer | Kei Nishikori | 7:5, 4:6, 6:4 |
| Novak Đoković | Tomáš Berdych | 6:3, 7:5      |

#### Tabelle
| Pos. | Setzliste | Spieler       | Spiele | Sätze | Punkte |
| ---- | --------- | ------------- | ------ | ----- | ------ |
| 1    | 3         | Roger Federer | 3:0    | 6:1   | 42:28  |
| 2    | 1         | Novak Đoković | 2:1    | 4:2   | 32:23  |
| 3    | 8         | Kei Nishikori | 1:2    | 3:5   | 33:43  |
| 4    | 6         | Tomáš Berdych | 0:3    | 1:6   | 28:41  |

### Gruppe Ilie Năstase

#### Ergebnisse
| Spieler       | Spieler       | Ergebnis       |
| ------------- | ------------- | -------------- |
| Andy Murray   | David Ferrer  | 6:4, 6:4       |
| Stan Wawrinka | Rafael Nadal  | 3:6, 2:6       |
| Andy Murray   | Rafael Nadal  | 4:6, 1:6       |
| Stan Wawrinka | David Ferrer  | 7:5, 6:2       |
| Rafael Nadal  | David Ferrer  | 6:72, 6:3, 6:4 |
| Andy Murray   | Stan Wawrinka | 6:74, 4:6      |

#### Tabelle
| Pos. | Setzliste | Spieler       | Spiele | Sätze | Punkte |
| ---- | --------- | ------------- | ------ | ----- | ------ |
| 1    | 5         | Rafael Nadal  | 3:0    | 6:1   | 42:24  |
| 2    | 4         | Stan Wawrinka | 2:1    | 4:2   | 31:29  |
| 3    | 2         | Andy Murray   | 1:2    | 2:4   | 27:33  |
| 4    | 7         | David Ferrer  | 0:3    | 1:6   | 29:43  |

### Halbfinale
| Spieler       | Spieler       | Ergebnis |
| ------------- | ------------- | -------- |
| Rafael Nadal  | Novak Đoković | 3:6, 3:6 |
| Roger Federer | Stan Wawrinka | 7:5, 6:3 |

### Finale
| Spieler       | Spieler       | Ergebnis |
| ------------- | ------------- | -------- |
| Novak Đoković | Roger Federer | 6:3, 6:4 |

## Doppel

### Qualifikation
Prinzipiell qualifizierten sich die acht bestplatzierten Doppelpaarungen der ATP Tour für diesen Wettbewerb. Qualifiziert wäre allerdings auch ein Team gewesen, das ein Grand-Slam-Turnier gewann und sich zum Jahresende einen Platz in den Top 20 der Weltrangliste sicherte.
| ATP-Race im Doppel | ATP-Race im Doppel                   | ATP-Race im Doppel | ATP-Race im Doppel | ATP-Race im Doppel  | ATP-Race im Doppel |
| #                  | Spieler                              | Punkte             | Turniere           | Qualifikationsdatum | Grand-Slam-Siege   |
| ------------------ | ------------------------------------ | ------------------ | ------------------ | ------------------- | ------------------ |
| 1                  | Bob Bryan Mike Bryan                 | 6465               | 22                 | 17. August 2015     |                    |
| 2                  | Jean-Julien Rojer Horia Tecău        | 6400               | 24                 | 2. Oktober 2015     | 1                  |
| 3                  | Ivan Dodig Marcelo Melo              | 6140               | 14                 | 18. Oktober 2015    | 1                  |
| 4                  | Jamie Murray John Peers              | 5635               | 27                 | 18. Oktober 2015    |                    |
| 5                  | Simone Bolelli Fabio Fognini         | 4895               | 16                 | 18. Oktober 2015    | 1                  |
| 6                  | Pierre-Hugues Herbert Nicolas Mahut  | 4765               | 15                 | 18. Oktober 2015    | 1                  |
| 7                  | Marcin Matkowski Nenad Zimonjić      | 4290               | 20                 | 27. Oktober 2015    |                    |
| 8                  | Rohan Bopanna Florin Mergea          | 3635               | 17                 | 8. November 2015    |                    |
| 9                  | Alexander Peya Bruno Soares          | 3420               | 27                 |                     |                    |
| 9                  | Vasek Pospisil Jack Sock             | 3420               | 13                 |                     |                    |
| 11                 | Juan Sebastián Cabal Robert Farah    | 2780               | 27                 |                     |                    |
| 12                 | Daniel Nestor Édouard Roger-Vasselin | 2620               | 7                  |                     |                    |
| 13                 | Pablo Cuevas David Marrero           | 1960               | 17                 |                     |                    |
| 14                 | Feliciano López Maks Mirny           | 1860               | 14                 |                     |                    |
| 15                 | Marcel Granollers Marc López         | 1770               | 13                 |                     |                    |

### Gruppe Ashe/Smith

#### Ergebnisse
| Spieler                      | Spieler                      | Ergebnis            |
| ---------------------------- | ---------------------------- | ------------------- |
| Jamie Murray John Peers      | Simone Bolelli Fabio Fognini | 7:65, 3:6, [11:9]   |
| Bob Bryan Mike Bryan         | Rohan Bopanna Florin Mergea  | 4:6, 3:6            |
| Jamie Murray John Peers      | Rohan Bopanna Florin Mergea  | 3:6, 6:75           |
| Bob Bryan Mike Bryan         | Simone Bolelli Fabio Fognini | 6:3, 6:2            |
| Simone Bolelli Fabio Fognini | Rohan Bopanna Florin Mergea  | 6:4, 1:6, [10:5]    |
| Bob Bryan Mike Bryan         | Jamie Murray John Peers      | 6:75, 7:65, [16:14] |

#### Tabelle
| Pos. | Setzliste | Spieler                      | Spiele | Sätze | Punkte |
| ---- | --------- | ---------------------------- | ------ | ----- | ------ |
| 1    | 8         | Rohan Bopanna Florin Mergea  | 2:1    | 5:2   | 35:24  |
| 2    | 1         | Bob Bryan Mike Bryan         | 2:1    | 4:3   | 33:30  |
| 3    | 4         | Jamie Murray John Peers      | 1:2    | 3:5   | 33:39  |
| 4    | 5         | Simone Bolelli Fabio Fognini | 1:2    | 3:5   | 25:33  |

### Gruppe Fleming/McEnroe

#### Ergebnisse
| Spieler                             | Spieler                             | Ergebnis          |
| ----------------------------------- | ----------------------------------- | ----------------- |
| Jean-Julien Rojer Horia Tecău       | Marcin Matkowski Nenad Zimonjić     | 6:2, 6:4          |
| Ivan Dodig Marcelo Melo             | Pierre-Hugues Herbert Nicolas Mahut | 3:6, 7:64, [10:7] |
| Pierre-Hugues Herbert Nicolas Mahut | Marcin Matkowski Nenad Zimonjić     | 5:7, 6:3, [10:8]  |
| Jean-Julien Rojer Horia Tecău       | Ivan Dodig Marcelo Melo             | 6:4, 7:63         |
| Ivan Dodig Marcelo Melo             | Marcin Matkowski Nenad Zimonjić     | 3:6, 7:5, [10:6]  |
| Jean-Julien Rojer Horia Tecău       | Pierre-Hugues Herbert Nicolas Mahut | 6:4, 7:5          |

#### Tabelle
| Pos. | Setzliste | Spieler                             | Spiele | Sätze | Punkte |
| ---- | --------- | ----------------------------------- | ------ | ----- | ------ |
| 1    | 2         | Jean-Julien Rojer Horia Tecău       | 3:0    | 6:0   | 38:19  |
| 2    | 3         | Ivan Dodig Marcelo Melo             | 2:1    | 4:4   | 32:36  |
| 3    | 6         | Pierre-Hugues Herbert Nicolas Mahut | 1:2    | 3:5   | 33:34  |
| 4    | 7         | Marcin Matkowski Nenad Zimonjić     | 0:3    | 2:6   | 27:35  |

### Halbfinale
| Spieler                       | Spieler                 | Ergebnis |
| ----------------------------- | ----------------------- | -------- |
| Rohan Bopanna Florin Mergea   | Ivan Dodig Marcelo Melo | 6:4, 6:2 |
| Jean-Julien Rojer Horia Tecău | Bob Bryan Mike Bryan    | 6:4, 6:4 |

### Finale
| Spieler                     | Spieler                       | Ergebnis |
| --------------------------- | ----------------------------- | -------- |
| Rohan Bopanna Florin Mergea | Jean-Julien Rojer Horia Tecău | 4:6, 3:6 |